# Ganga Zumba
Ganga Zumba (Reino do Congo, c. 1630 – Capitania de Pernambuco, 1678) ou Ganazumba, Grande filho do Senhor, foi o primeiro líder do Quilombo dos Palmares, governando entre 1670 e 1678.  Antecedeu Zumbi. Cacá Diegues dirigiu um filme homônimo sobre sua vida, com a participação do músico Cartola.

## História
Ganga Zumba foi o primeiro grande líder do Quilombo dos Palmares, ou Janga Angolana, na Capitania de Pernambuco, atual estado de Alagoas, Brasil. Zumba era supostamente filho da princesa Aqualtune, que era supostamente irmã do rei António I do Congo, da Dinastia de Nlanza do Reino do Congo (localizado na atual Angola). Sua mãe chegou ao Brasil aprisionada como punição por ter liderado dez mil homens na Batalha de Ambuíla, entre o Reino do Congo e Portugal, porém ao chegar ao Brasil, assim que tomou conhecimento da existência do Quilombo dos Palmares, liderou uma fuga de escravos para o local.
De acordo com uma lenda, ela teria dado à luz Ganga Zumba e seus irmãos após ter chegado no Brasil. Porém, isso é pouco provável, pois ela teria sido enviada ao Brasil no ano de 1665 e cinco anos depois, em 1670, Ganga Zumba já era um homem adulto e com três esposas, já sendo o líder do Quilombo dos Palmares. Assim, caso Aqualtune realmente seja a mãe de Ganga Zumba, ele e seus irmãos teriam nascido no Congo e não no Brasil.
Zumba assumiu a posição de herdeiro do Quilombo de Palmares e o título de Ganga Zumba. Apesar de alguns documentos portugueses lhe darem este nome e o traduzirem como "Grande Senhor", ele provavelmente não está correto. Entretanto, uma carta endereçada a ele pelo governador de Pernambuco em 1678, que se encontra hoje nos Arquivos da Universidade de Coimbra, chama-o de Ganazumba, que é a melhor tradução de Grande Senhor (em quimbundo), e portanto o seu título correto. Ganazumba seria um título e não um nome pessoal, isso faz que seu nome pessoal seja desconhecido para os acadêmicos modernos.
Os  quilombos  ou mocambos eram refúgios de escravizados foragidos, principalmente de origem angolana, que se refugiavam no interior do Brasil, principalmente na região montanhosa de Pernambuco. À medida que seu número foi crescendo, eles formaram assentamentos chamados de "mocambos". Gradualmente diversos mocambos se juntaram no chamado Quilombo dos Palmares, ou Janga Angolana, sob o comando de Ganga Zumba ou Ganazumba, que talvez tenha sido eleito pelos líderes dos mocambos que formavam Palmares. Ganga Zumba, que governava a maior das vilas, Cerro dos Macacos, presidia o conselho de chefes dos mocambos e era considerado o Senhor de Palmares. Os outros nove assentamentos eram comandados supostanente por irmãos, filhos ou sobrinhos de Ganga Zumba (ou pelo menos aliados de Ganga Zumba). Zumbi dos Palmares era chefe de uma das comunidades e seu irmão Andalaquituche comandava outra.
Por volta dos anos de 1670 Ganga Zumba tinha um palácio, três esposas, guardas, ministros e súditos devotos no "castelo" real chamado "Macaco" em homenagem ao animal que havia sido morto no local. O complexo do castelo era formado por 1.500 casas que abrigavam sua família, guardas e oficiais que faziam parte de uma espécie de nobreza. Ele recebia o respeito de um Monarca.
Em 1677, o Quilombo foi atacado por Fernão Carrilho, que fez quarenta e sete prisioneiros, inclusive dois filhos de Ganga Zumba, Zambi e Acaiene, matou outro filho, Toculo, e feriu Ganga Zumba.
Em 1678, Ganga Zumba aceitou um tratado de paz oferecido pelo Governador Pedro de Almeida, o qual requeria que os habitantes de Palmares se mudassem para o Vale do Cucaú. Ganga Zona, irmão de Ganga Zumba, participou do acordo de paz entre o Quilombo de Palmares e o Governo colonial, e mudou-se com Ganga Zumba para Cucaú.
Zumbi, outra figura emblemática do Quilombo dos Palmares, desafiou o tratado e se revoltou contra Zumba, e um seguidor de Zumbi, na confusão seguinte, envenenou Ganga Zumba. A resistência aos portugueses seguiu com Zumbi.